# Камі
Ка́мі (яп. 神, кириліз.: камі, дос. «божество, дух») — божественна сутність (істота чи предмет) у японській традиційній релігії сінто. Кількість камі не обмежена. Їх природа і вигляд можуть мати різний вигляд. Камінь, меч, гора, ліс, зірка, сонце, дух — все, що слугує об'єктом поклоніння і вшанування для людей, є камі.

## Дивіться також
- Синто